# NOB D 3/3
Die Schweizerische Nordostbahn (NOB) beschaffte ab 1891 für den Güterzugsdienst zwei Serien einer Schlepptenderlokomotive des Typs D 3/3. Sie wurde gegenüber der C 3/3 in verstärkter Ausführung hergestellt und entsprach weitgehend der D 3/3 der Jura-Simplon-Bahn.

## Hersteller
Die erste Serie von 16 Maschinen wurden zwischen 1891 und 1895 von der Schweizerischen Lokomotiv- und Maschinenfabrik (SLM) in Winterthur hergestellt. Der Stückpreis wurde mit 60 045 Schweizer Franken angegeben.
Die zweite Serie umfasste 24 Maschinen und wurde zwischen 1897 und 1902 von der SLM hergestellt. Die letzten sechs Maschinen wurden direkt an die SBB ausgeliefert. Die Maschinen kosteten nun 62 800 Franken.

## Technisches

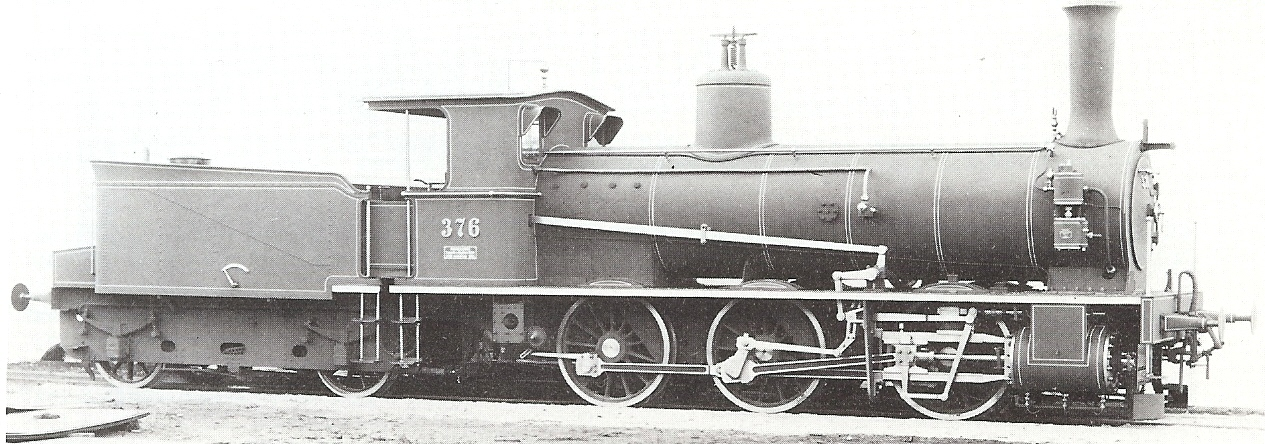
D 3/3 Nr. 376 aus der zweiten Serie

Wie bei den Vorgängerinnen handelt es sich bei der D 3/3 um ein Longboilertyp, bei dem sich alle Achsen vor der Feuerbüchse befanden. Die Lokomotive des Typs Bourbonnais hatte eine Achsstand von 3700 mm. Als einzige Streckenlokomotive der NOB, hatte sie einen Kessel mit Dampfdom. Auf ihm befand sich auch das Ramsbottom-Sicherheitsventil. Der Kessel lag 2150 mm über der Schienenoberkante. Der Drehschieberregulator befand sich in der Rauchkammer und wurde durch einen senkrechten Hebel an der Kesselrückwand betätigt. Das Laufwerk war in einem 30 mm starken Innenrahmen gelagert, welcher mit vielen Querversteifungen verstärkt. Die Federung bestand aus sechs unter den Lagern aufgehängten Längsfedern, wobei die Trieb- und die hintere Achse mit Ausgleichshebeln verbunden waren.
Das Aussentriebwerk griff auf die zweite Achse. Sie war bei den ersten Maschinen nicht nach hinten versetzt. Bei den letzten vier Maschinen der ersten Serie so wie bei der zweiten Serie wurde die Triebachse hingegen um 110 mm nach hinten versetzt. Es war eine Walchartsteuerung mit Kulisse eingebaut. Die Umstellung erfolgte mit Schraube und Rad. Bei der zweiten Serie wurde ein Verbundtriebwerk eingebaut (Niederdruckzylinder links) mit einer Anfahrvorrichtung nach Lindner. Dieses Verbundtriebwerk erbrachte bei einer Güterzuglokomotive keine grossen Betriebstoffeinsparungen. Wegen der aus einem Verbundtriebwerk entstehenden Nachteile blieb es die einzige Maschineserie bei einer schweizerischen Vollbahn in dieser Ausführung. Die Kolbenstangen wurden nach vorne durchgeführt.
Es war keine Gegendruckbremse eingebaut. Der Sandkasten befand sich bei der ersten Serie zwischen dem Rahmen, bei der zweiten Serie unter dem Laufblech vor der Treibachse. Der Tender war mit einer achtklötzigen Spindelbremse ausgerüstet. Auf diese Bremsklötze wirkte auch die ab 1893 eingebaute Westinghousebremse. Beim Tender handelte es sich um einen typischen NOB-Tender mit langem Achsstand. Ab 1894 wurden die Maschinen mit einer Einrichtung für die Dampfheizung sowie einem Geschwindigkeitsmesser der Bauart Klose nachgerüstet.
Die bei der ersten Serie eingebaute Dampftriebradbremse wurde zwischen 1896 und 1899 wieder ausgebaut. Ebenfalls wurden die ersten Maschinen der zweiten Serie mit einer Westinghouse-Treibradbremse ausgeliefert, welche 1899 wieder ausgebaut wurde.
| NOB bis 1895 | NOB 1895–1902 | SBB ab 1902 | Fabrik- nummer | Baujahr | Hersteller | Ausrangiert | Bemerkungen                 |
| ------------ | ------------- | ----------- | -------------- | ------- | ---------- | ----------- | --------------------------- |
| 1. Serie     |               |             |                |         |            |             |                             |
| 161          | 361           | 3401        | 705            | 1891    | SLM        | 1913        |                             |
| 162          | 362           | 3402        | 706            | 1891    | SLM        | 1913        |                             |
| 163          | 363           | 3403        | 707            | 1891    | SLM        | 1915        |                             |
| 164          | 364           | 3404        | 708            | 1891    | SLM        | 1919        |                             |
| 165          | 365           | 3405        | 709            | 1891    | SLM        | 1920        |                             |
| 166          | 366           | 3406        | 710            | 1891    | SLM        | 1916 1927   | MÁV 334.001 a               |
| 167          | 367           | 3407        | 751            | 1892    | SLM        | 1916 1929   | MÁV 334.002 a,b ČSD 324.401 |
| 168          | 368           | 3409        | 752            | 1892    | SLM        | 1915        |                             |
| 169          | 369           | 3410        | 753            | 1892    | SLM        | 1916 1925   | MÁV 334.003 a,b ČSD 324.402 |
| 170          | 370           | 3410        | 754            | 1892    | SLM        | 1916 1927   | MÁV 334.004 a               |
| 171          | 371           | 3411        | 755            | 1892    | SLM        | 1916 19??   | MÁV 334.005 a,c             |
| 172          | 372           | 3412        | 756            | 1892    | SLM        | 1916 19??   | MÁV 334.006 a,c             |
| –            | 373           | 3413        | 935            | 1895    | SLM        | 1923        |                             |
| –            | 374           | 3414        | 936            | 1895    | SLM        | 1916 1927   | MÁV 334.007 a               |
| –            | 375           | 3415        | 937            | 1895    | SLM        | 1916 1927   | MÁV 334.008 a               |
| –            | 376           | 3416        | 938            | 1895    | SLM        | 1911        |                             |
| 2. Serie     |               |             |                |         |            |             |                             |
| –            | 377–384       | 3601–3608   | 1033–1040      | 1897    | SLM        | 1925        |                             |
| –            | 385–388       | 3609–3612   | 1226–1229      | 1899    | SLM        | 1925        |                             |
| –            | 389–394       | 3613–3618   | 1230–1235      | 1900    | SLM        | 1927        |                             |
| –            | –             | 3619–3624   | 1463–1468      | 1902    | SLM        | 1927        |                             |

Bemerkungen zur Tabelle:
aVerkauf an MÁV
bVerkauf von MÁV an ČSD
cVerkauf von MÁV an CFR

## Betriebliches

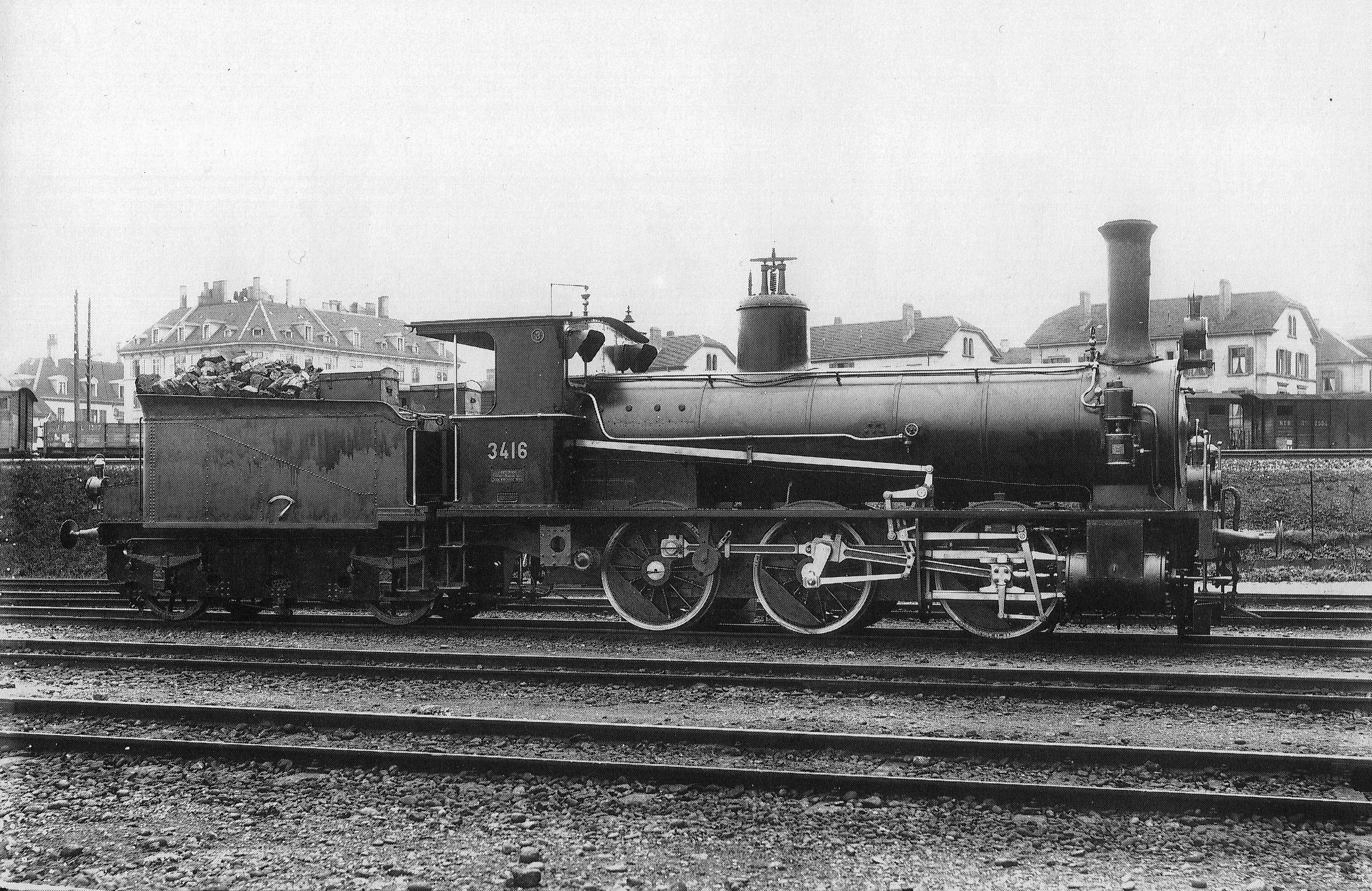
SBB-Lokomotive Nr. 3416, bis 1902 Nr. 376 der NOB, im Depot F Zürich

Beim Personal hatten die Maschinen den Übernahmen Muni.
Bei den SBB waren die meisten Maschinen dem Kreis III zugeteilt, nur die Maschinen 3405, 3406, 3620–24 waren dem Kreis IV zugeteilt. Unterhalt in den Werkstätten Zürich und Rorschach.

## Verbleib
1916 verkauften die SBB die verbliebenen acht Maschinen der ersten Serie, an die Ungarische Staatsbahn MÁV, diese reihte sie unter den Nummern 334.001-008 ein. Zwei dieser Lokomotiven (002, 003) gelangten später zur Tschechoslowakischen Staatsbahn ČSD, welche sie als 324.401 und 402 einordnete.
Ebenfalls wurden von der MÁV die Nummern 005 und 006 verkauft. Diese gingen an die Staatliche Eisenbahngesellschaft Rumäniens CFR, der weitere Verbleib ist unbekannt.